# 한국프로농구 2001-02
2001 ~ 2002 삼성 애니콜 프로 농구는 삼성 애니콜 타이틀을 단 세 번째 시즌이자 대한민국 프로 농구의 6번째 시즌이다. 총 10개 구단이 참여했으며 2001년 11월 3일 개막했다. 총 6라운드에 걸쳐 270경기를 치렀으며 한 팀당 54경기를 치렀다.

## 달라진 점
- 부산 기아 엔터프라이즈가 울산 모비스 오토몬스로, 인천 신세기 빅스가 인천 SK 빅스로, 청주 SK 나이츠가 서울 SK 나이츠로, 여수 골드뱅크 콜리커스가 여수 코리아텐더 푸르미로 팀명이 변경되었다.
- 정규리그 게임 수가 5라운드 225경기,팀 당45경기에서 6라운드 270경기,팀탕 54경기으로 변경되었다.
- 1~2쿼터, 3~4쿼터 사이 휴식시간 120초로, 작전 타임 시간을 90초로 늘렸다.
- 선수 이적 마감일이 4라운드 종료일로 변경되었다
- 스프링 리그 개최로 시범 경기가 취소되었다.

## 선수 이동

### FA
- 서장훈 서울 SK 나이츠 → 수원 삼성 썬더스
- 양희승 전주 KCC 이지스 → 안양 SBS 스타즈
- 김재훈 안양 SBS 스타즈 → 창원 LG 세이커스
- 정인교 여수 코리아텐더 푸르미 → 울산 모비스 오토몬스

## 정규 리그
| 성적 | 팀                     | 승 | 패 | 승률  | 승차 | 비고               |
| ---- | ---------------------- | -- | -- | ----- | ---- | ------------------ |
| 1    | 대구 동양 오리온스     | 36 | 18 | 0.667 | -    | 통합 우승\|        |
| 2    | 서울 SK 나이츠         | 32 | 22 | 0.667 | 4    | 준우승\|           |
| 3    | 전주 KCC 이지스        | 30 | 24 | 0.556 | 6    | 4강 PO\|           |
| 4    | 창원 LG 세이커스       | 28 | 26 | 0.516 | 6    | 업셋승 및 4강 PO\| |
| 5    | 인천 SK 빅스           | 30 | 24 | 0.556 | 8    | 업셋패 및 6강 PO\| |
| 6    | 안양 SBS 스타즈        | 28 | 26 | 0.516 | 8    | 6강 PO\|           |
| 7    | 여수 코리아텐더 푸르미 | 26 | 28 | 0.481 | 10   |                    |
| 8    | 수원 삼성 썬더스       | 24 | 30 | 0.444 | 12   |                    |
| 9    | 원주 삼보 엑써스       | 18 | 36 | 0.333 | 18   |                    |
| 10   | 울산 모비스 오토몬스   | 18 | 36 | 0.333 | 18   |                    |

## 포스트시즌
| KBL                                                     | KBL                                                   | KBL                                                     |
| ------------------------------------------------------- | ----------------------------------------------------- | ------------------------------------------------------- |
| 이전 대회                                               | 2001-02 삼성 애니콜 프로 농구 (2001.11.3 ~ 2002.4.19) | 다음 대회                                               |
| 2000-2001 삼성 애니콜 프로 농구 (2000.10.11 ~ 2001.4.6) | 2001-02 삼성 애니콜 프로 농구 (2001.11.3 ~ 2002.4.19) | 2002-2003 삼성 애니콜 프로 농구 (2002.11.2 ~ 2003.4.13) |